# Uzá

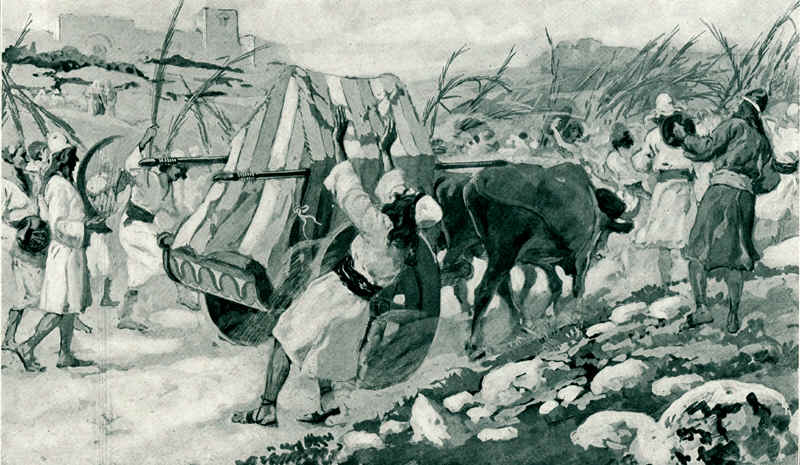
O Castigo de Uzá por James Tissot.

Uzá ( m. 1010 a.C ) foi um israelita cuja morte está associada a tocar a Arca da Aliança. Era o filho de Abinadabe, em cuja casa o objeto sagrado estava há pelo menos 62 anos (Até o profeta Samuel consagrar uma pedra entre Mizpá e Sem 20 anos como descrito em 1 Samuel 7.1-12, mais o período que concerne ao reinado de Saul que dura quarenta anos, como descrito em 1 Samuel 13.1 e Atos 13.21, no qual a Bíblia também relata que não se buscou a arca nesse período; 1 Crônicas 13.3), quando foi trazida de Quiriate-Jearim, pelo Rei Davi. Anteriormente estava na terra dos filisteus. Com seu irmão Aiô, dirigiu o carro em que a arca foi colocada quando Davi tentou trazê-lo até Jerusalém. Quando os bois tropeçaram, Uzá, em violação direta da lei divina, encostou na arca com a mão, e foi imediatamente morto. O local de seu falecimento foi chamado de Perez-Uzá. Por conta do acontecido Davi temia prosseguir, então deixou a arca na casa de Obede-Edom, o giteu por três meses.
«Quando chegaram à eira de Nacom, Uzá estendeu a mão à arca de Deus, e pegou nela, porque os bois tropeçaram. Então a ira do Senhor se acendeu contra Uzá, e Deus o feriu ali; e Uzá morreu ali junto à arca de Deus.» (2 Samuel 6:6–7)